# Hyperspace
Hyperspace è il quattordicesimo album in studio del musicista statunitense Beck,  pubblicato il 22 novembre 2019 sotto l'etichetta Capitol Records.
L'album, prodotto da Beck insieme a Pharrell Williams, è stato preceduto dall'uscita dei singoli Saw Lightning pubblicato il 15 aprile 2019, Uneventful Days del 17 ottobre 2019, Dark Places del 7 novembre 2019 e  Everlasting Nothing del 14 novembre 2019.
Il 10 ottobre 2019 Beck ha pubblicato la copertina, con il titolo dell'album scritto con l'alfabeto katakana (ハ イ パ ー ス ペ ー ス, Haipāsupēsu).

## Tracce
1. Hyperlife – 1:36
2. Uneventful Days – 3:17
3. Saw Lightning – 4:01
4. Die Waiting (with Sky Ferreira) – 4:04
5. Chemical – 4:18
6. See Through – 3:38
7. Hyperspace (with Terrell Hines) – 2:45
8. Stratosphere – 3:56
9. Dark Places – 3:45
10. Star – 2:50
11. Everlasting Nothing – 5:00